# 84945 Solosky
84945 Solosky è un asteroide della fascia principale. Scoperto nel 2003, presenta un'orbita caratterizzata da un semiasse maggiore pari a 2,6050452 UA e da un'eccentricità di 0,1304333, inclinata di 9,98094° rispetto all'eclittica.